# Digonocryptus annulitarsis
Digonocryptus annulitarsis är en stekelart som först beskrevs av Cameron 1885.  Digonocryptus annulitarsis ingår i släktet Digonocryptus och familjen brokparasitsteklar. Inga underarter finns listade i Catalogue of Life.